# Giovanni Battista Cimadoro
Giovanni Battista Cimadoro   (Venècia, 1761 - Bath, 27 de febrer de 1805), fou un compositor italià, cantant, pianista i editor musical.

## Biografia
Membre d'una família noble veneciana, en la seva joventut va estudiar violí, violoncel i fortepiano. El 1789 es va representar a Venècia la seva primera obra coneguda, la faula per a la música en dues escenes Ati i Cibele. A continuació, Pimmalione (1790), una escena dramàtica basada en un monodrama de Rousseau anterior, i la faula musical La violació de Proserpina (1791). També a la seva ciutat natal va escriure un concert per a contrabaix per al jove virtuós Domenico Dragonetti: actualment perviu el manuscrit, juntament amb les variacions que va afegir el mateix Dragonetti al Rondò final per considerar-lo massa curt.
L'any 1791 Cimador va marxar a Londres, on va ser actiu com a professor de cant i es va fer famós com a intèrpret vocal. El 1794 a Bath va conèixer a Haydn, a qui es va presentar com un virtuós violinista i compositor. El 14 de maig de 1795, el seu debut a Londres va ser la seva faula Ati i Cybele composta uns anys abans, que es va enriquir amb les danses de Jean-Georges Noverre. Els anys 1799-1800 va ser actiu com a fortepianista.
Cap a l'any 1800 es va associar amb l'editor musical Tebaldo Monzani. Junts publicaven periòdicament col·leccions de composicions vocals de música anglesa i italiana i, com "The Opera Music Warehouse", publicaven les obres principals de Mozart. Moltes àries, duets, trios, etc. extretes d'aquestes obres operístiques van ser arranjades pel mateix Cimador per ser acompanyades pel piano (més que per l'orquestra). També va reordenar les simfonies del compositor de Salzburg per a flauta i corda: aquestes reduccions a orquestra de cambra es deuen essencialment a la dificultat que podien presentar per a l'orquestra del "King's Theatre" de Londres per interpretar aquestes composicions amb el conjunt original. Sis d'aquestes obres es van publicar després de la mort de Cimador. També va arranjar la Romança del Concert per a piano i orquestra núm. 20 de Mozart, un arranjament que va aparèixer a la revista "The Harmonicon" el 1833.

## Consideracions sobre l'artista
Encara que Gerber va afirmar que Cimador va seguir els patrons musicals posteriors de Haydn, les seves composicions mostren una major afinitat amb les primeres obres de Mozart. Choron i Fayolle van escriure, en referència quasi exclusiva a Pimmalione (la seva composició més famosa), que no era un músic amb un gran geni, tot i que la seva música està plena de foc i imaginació. D'altra banda, el judici de Fétis, que considerava Pimmalione una obra merament mediocre, va ser francament negatiu.

## Composicions
- Ati i Cibele (Favola in música), llibret d'Alessandro Popoli 1789 Venècia, Acadèmia Rinnovati.
- Il Pimmalione (escena dramàtica amb llibret d'Antonio Simeone Sografi de Pigmalione de Jean Jaques Rosseau) 26 de gener de 1790, Venècia, Teatre San Samuelle.
- Il rato di Proserpina (La violació de Proserpina). Conte musical en dues parts, amb un llibret de M. Botturini 1791 Venècia acadèmia Rinnovati.
- 2 canzioni (1800 Londres) clavecí hornpipe/piano 1800 (Londres).
- Concert per contrabaix i cordes en Sol Major (1790). Així com diferents arranjaments de Composicions de Mozart, Cimarosa i altres amb acompanyament de piano.

## Consideracions
Destacaria la versatilitat de Cimador com a virtuós del violí, compositor, pianista, cantant i editor. Tot això tan sols en 44 anys de vida. No va ser molt prolífic ni tampoc un compositor de primer ordre, però especialment el concert per contrabaix és d'una qualitat destacable.